# مارتن إتش. غرينبرغ
مارتن إتش. غرينبرغ (بالإنجليزية: Martin H. Greenberg) (1 مارس 1941 في الولايات المتحدة - 25 يونيو 2011، غرين باي في الولايات المتحدة)؛ كاتب، أستاذ جامعي وروائي أمريكي.

## روابط خارجية
- مارتن إتش. غرينبرغ على موقع IMDb (الإنجليزية)
- مارتن إتش. غرينبرغ على موقع ميوزك برينز (الإنجليزية)